# 蒙诺玛县
蒙诺玛县，又譯作马尔特诺马县，是位于美国俄勒冈州北部的一个郡，成立於1854年12月22日，县治波特蘭。面積1,206平方公里（全州最小）。根據2020年美國人口普查數字，共有人口81萬5,428人（全州最多）。